# Gonomyia (Leiponeura) nissoriana
Gonomyia (Leiponeura) nissoriana is een tweevleugelige uit de familie steltmuggen (Limoniidae). De soort komt voor in het Oriëntaals gebied.